# Isehara
Isehara (伊勢原市?) è una città giapponese della prefettura di Kanagawa.